# Pleocnemia tripinnata
Pleocnemia tripinnata là một loài dương xỉ trong họ Tectariaceae. Loài này được Holttum mô tả khoa học đầu tiên năm 1951.
Danh pháp khoa học của loài này chưa được làm sáng tỏ. 